# Télécabine du Mont d'Arbois
Ne doit pas être confondu avec Téléphérique du Mont d'Arbois, Télécabine du Bettex-Mont d'Arbois ou Télécabine du Bettex-Mont d'Arbois.
La télécabine du Mont d'Arbois est une télécabine de France située dans les Alpes, en Haute-Savoie. Elle est mise en service en 1985 en remplacement d'un téléphérique datant de 1934.
Elle relie Megève au sommet du mont d'Arbois à 1 825 mètres d'altitude. Au niveau de sa gare aval, le funitel de Rocharbois permet une liaison avec la télécabine de la Caboche qui mène à Rochebrune.